# Clive Chin

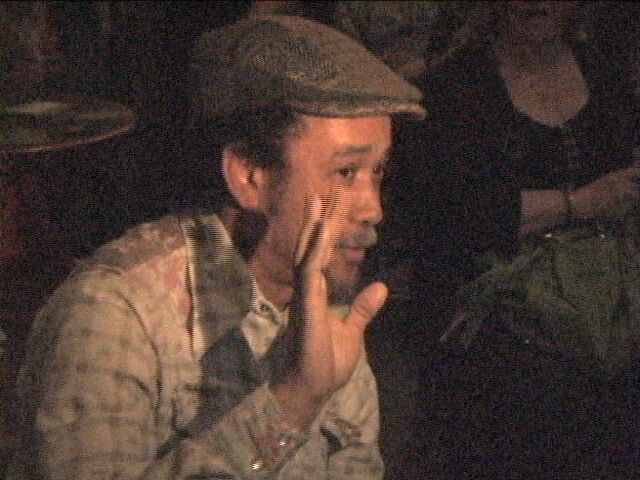
Clive Chin

Clive Chin est un producteur jamaicain. Il est aussi connu sous le nom de Randy's.

## Productions
- African Brothers - Want Some Freedom (1970-1978)
- African Brothers & King Tubby - The African Brothers Meets King Tubby In Dub (197X)
- Augustus Pablo - This Is ..... Augustus Pablo (1973)
- Errol Dunkley - Darling Ooh (1972)
- Gregory Isaacs & Dennis Brown - Two Bad Superstars (1978)
- I Roy - Don't Check Me With No Lightweight Stuff (1972-1975)
- Impact All Stars - Forward The Bass (1972-1975)
- Impact All Stars - Java Java Java Java (197X)
- Jimmy London - Bridge Over Troubled Waters (1972)
- Various Artists - 17 North Parade (1972-1975)
- Various Artists - Java Java Dub (1972)